# Kendall Jenner
Kendall Nicole Jenner, född 3 november 1995 i Los Angeles i Kalifornien, är en amerikansk TV-profil och fotomodell. Hon är dotter till Kris och Caitlyn Jenner (tidigare Bruce Jenner). Kendall är helsyster till Kylie Jenner samt har åtta halvsyskon: Kourtney Kardashian, Burt Jenner, Cassandra Marino, Kim Kardashian, Brandon Jenner, Khloé Kardashian, Brody Jenner och Rob Kardashian.
Hennes karriär inleddes med att hon medverkade i familjens gemensamma realityserie Familjen Kardashian på TV-kanalen E!. Hon började arbeta som modell när hon var 14 år efter att hon fick kontrakt med Wilhelmina Models 2009. Hon har till exempel arbetat för märken som Versace, Chanel, Gucci och L'Oréal. Hon har även gjort modevisningar och fotograferingar för Vogue och Victoria's Secret. År 2017 utsågs Jenner till världens högst betalda modell av Forbes.

### Översättning
Den här artikeln är helt eller delvis baserad på material från engelskspråkiga Wikipedia, tidigare version.